# Au fil de la vie (film, 1928)
Pour les articles homonymes, voir Au fil de la vie.
Pour plus de détails, voir Fiche technique et Distribution.
Au fil de la vie (titre original : A Lady of Chance) est un film américain réalisé par Robert Z. Leonard, sorti en 1928.

## Synopsis
Dolly Morgan travaille comme standardiste dans un hôtel chic, espérant trouver des hommes riches pour prendre leur argent. Lorsque deux escrocs, Gwen et Bradley, la reconnaissent comme "Angel Face", une ancienne détenue qui a violé sa liberté conditionnelle, ils la convainquent de se joindre à eux pour extorquer de l'argent à T. Roger Hammond. Le lendemain du jour où Dolly et Hammond ont rendez-vous, ce dernier va à la police, soupçonnant que l'homme qui prétend être le mari indigné de Dolly, et à qui il a donné 10 000 $ pour son silence, est un escroc. Dolly récupère l'argent et s'enfuit à Atlantic City. Faisant semblant d'être riche elle-même, Dolly rencontre Steve Crandall, qui participe à un congrès sur le ciment, et suppose qu'il est riche. Quelques jours plus tard, quand Steve lui demande de l'épouser, elle accepte. Pendant qu'elle fait ses valises, Bradley, qui l'a suivie à Atlantic City, vient dans sa chambre et menace de la faire renvoyer à la prison de Joliet si elle ne lui rend pas son argent. Elle accepte, disant qu'elle obtiendra l'argent de Steve, mais se faufile hors de l'hôtel pendant que Bradley est dans une autre chambre.
Dolly et Steve se marient et se rendent dans sa ville natale de Winthrop, en Alabama, elle y est accueillie par sa mère et son frère Hank, mais se rend vite compte qu'elle s'est trompée sur la richesse de la famille Crandall. Ce soir-là, même après que Steve lui a promis que sa formule pour "Enduro Cement", qui durera cinq cents ans, le rendra riche, elle lui dit qu'elle ne peut pas attendre dans la pauvreté et elle prend le train pour quitter la ville. Le lendemain matin, elle revient et lui dit qu'elle l'aime. 
Plus tard, Bradley et Gwen retrouvent Dolly à Winthrop, se faisant passer pour des cousins de New York. Dolly rend les 10 000 $ à Bradley, mais il en veut plus. Lorsqu'ils apprennent que l'industriel new-yorkais Starrett propose d'acheter la formule de Steve pour 100 000 $, Brad décide de prendre la majeure partie de l'argent lui-même. Ils voyagent tous à New York, où Steve achète des cadeaux à tout le monde. En entendant Brad essayer d'escroquer Steve, Dolly ne peut plus se taire et confesse qui elle est à son mari. Steve est stupéfait par les révélations de Dolly, mais ne peut rien faire lorsque le sergent Matheson, son ancien ennemi juré, qu'elle a appelé, vient la ramener en prison. Quelque temps plus tard, Dolly est appelée au bureau du directeur, qui lui dit que son mari lui a demandé d'être libérée sur parole sous sa garde. Malgré son refus initial, lorsque Steve entre dans le bureau, elle se jette avec joie dans ses bras.

## Fiche technique
- Titre original : A Lady of Chance
- Titre français : Au fil de la vie
- Réalisation : Robert Z. Leonard
- Scénario : Andrew Percival Younger, d'après la nouvelle Little Angel de Leroy Scott
- Intertitres : Ralph Spence
- Direction artistique : Cedric Gibbons
- Costumes : Adrian
- Photographie : J. Peverell Marley
- Montage : Margaret Booth
- Production : Robert Z. Leonard
- Société de production : Metro-Goldwyn-Mayer
- Société de distribution : Metro-Goldwyn-Mayer
- Pays d'origine :  États-Unis
- Langue originale : anglais
- Format : Noir et blanc  — 35 mm — 1,37:1 — Film muet avec des séquences sonores
- Genre : Comédie dramatique
- Durée : 80 minutes
- Dates de sortie : 
  - États-Unis : 1er décembre 1928
  - France : 25 septembre 1930

## Distribution
- Norma Shearer : Dolly Morgan, alias "Angel Face"
- Lowell Sherman : Bradley
- Gwen Lee : Gwen
- Johnny Mack Brown : Steve Crandall
- Eugenie Besserer : Mme Crandall
- Buddy Messinger : Hank Crandall